# Buckcherry
Buckcherry es una banda estadounidense de rock de Los Ángeles, California, formada en 1995. La banda lanzó dos álbumes, Buckcherry en 1999, y Time Bomb en 2001, antes de disolverse en el verano de 2002. En 2005, Josh Todd y el guitarrista Keith Nelson reformaron Buckcherry y lanzaron un nuevo álbum el 16 de abril de 2006, 15. Contuvo el éxito más famoso de Buckcherry hasta la fecha, "Crazy Bitch", y su primer top 10 en Billboard Hot 100, "Sorry". Su cuarto álbum, Black Butterfly, fue lanzado en septiembre de 2008, y su quinto álbum, All Night Long, fue lanzado el 3 de agosto de 2010. En 2008, Buckcherry, se unió con Fancorps para construir un equipo exclusivo para sus fans más dedicados.

## Historia

### Formación y éxito comercial (1997–2002)
Josh Todd creció en Anaheim Hills, California y luego se mudó a Lake Forest, California. Al principio, Todd fue el líder de la banda Slamhound. Finalmente conoció al guitarrista Keith Nelson a través de su artista de tatuaje (Kevin Quinn) después de descubrir un amor común por AC/DC. El dúo hizo algunos demos antes de ser unidos por el bajista Jonathan Brightman y el baterista Devon Glenn, llamándose a sí mismos Sparrow. Sparrow comenzó a tocar alrededor de los clubes de Hollywood, y fueron contratados por DreamWorks Records poco después. La banda cambió su nombre a Buckcherry después de recibir una carta de cese y desista del sello discográfico Sparrow (perteneciente de EMI). Aunque Buckcherry es un trastrueque de Chuck Berry, la banda dijo que estuvo inspirada por un conocido travesti de ellos llamado Buck Cherry (Buck Cherry fue también el apodo de John Armostrong, guitarrista de la década de 1980, del grupo The Modernettes). La banda lanzó su álbum homónimo en 1999 con elogios críticos y ventas de disco de oro. El álbum producido por Terry Date, quién ha trabajado con bandas como Soundgarden, Mother Love Bone, Dream Theater, Overkill o Pantera y el excofundador de Sex Pistols, Steve Jones.
El disco es lanzado en 1999 y para potenciar su directo ingresa a la banda un segundo guitarrista, Yogi, el disco es muy bien recibido tanto por la crítica como por los fanes, la calidad que Buckcherry desbordaba era algo nunca antes visto, una mezcla de lo mejor de Aerosmith, The Rolling Stones, The Black Crowes, AC/DC y Guns N’ Roses, su impacto fue de tal magnitud que con solo pocos meses de tener su primer disco en el mercado fueron llamados a participar en el famoso, prestigioso y mítico Woodstock de aquel año, además participaron en la gira Freedom Tour de Lenny Kravitz. Su mayor éxito fue “Lit Up”, donde Todd grita a todo pulmón su adicción a la cocaína y Keith Nelson se encarga de un riff monstruoso y trepidante, los otros sencillos promocionales fueron muy bien recibidos, la rabiosa y poderosa “Dead Again” y los medios tiempos inspirados “Check Your Head” y “For the Movies”. Un disco perfecto donde todo encajaba a la perfección.
El segundo álbum fue considerado una decepción por muchos críticos, y no les fue tan bien en las listas. Allmusic dijo que "Para un segundo álbum, es sorprendente lo cansados y nihilistas que están. Buckcherry actuó para AC/DC en la primavera de 2000. Desde agosto de 2001 a lo largo de enero de 2002, ya que la tensión en la dirección musical se produjo, Jonathan Brightman, Yogi Lonich, y Devon Glenn se fueron de Buckcherry, y fueron reemplazados por Dave Markasky, Josh Fleeger, y Matt Lawrence. Josh Todd y Keith Nelson planeaban continuar la banda, y comenzaron el proceso de escritura del tercer álbum. El álbum nunca fue completado, sin embargo, y la banda se puso en pausa en julio de 2002."

### Pausa y otros proyectos (2002–2005)
Josh Todd y Keith Nelson tocaron junto a Slash, Duff McKagan, y Matt Sorum (también de The Cult) en un concierto tributo de Randy Castillo. Se especuló que Josh Todd se convertiría en el líder del proyecto. Josh Todd pasó un mes en el estudio, completando 10 canciones pero Slash lo expulsó del mismo. Todd dijo, "Fue asombroso, la banda era genial, y luego Slash vino un día y terminó todo." En su autobiografía, Slash dijo que la razón fue porque estaba disgustado por como sonaba la voz de Todd cuando tocaron el material nuevo. Scott Weiland de Stone Temple Pilots, fue elegido para reemplazar a Todd en la banda que se convertiría luego en Velvet Revolver. Keith Nelson se le dio un crédito como compositor en la canción de Velvet Revolver, "Dirty Little Thing" incluido en el primer disco de la banda, Contraband. Nelson luego fue a escribir y producir en varios álbumes incluyendo el sencillo de Huck Johns, "Oh Yeah", en el álbum Huck, lanzado en 2006.
En 2003, Josh Todd y Todd Meagher formaron TODD Entertainment, LLC, una asociación que lanzó el álbum You Made Me. En 2004, Josh y Meagher se separaron y siguieron varios juicios. A partir de 2011, estas demandas quedaron pendientes.

### Reunión yCrüe Fest(2005–2009)
Más adelante ocurriría lo obvio y anhelado por los fanes de Buckcherry, Josh Todd y Keith Nelson deciden refundar Buckcherry, esta vez el genial Stevie D. estaría en la guitarra, Xavier Muriel en la batería y Jimmy Ashhurst en el bajo, en el 2006 dan a conocer “15”, su primer disco con la nueva formación y tercero en su carrera como Buckcherry. Con 15 recuperan el terreno perdido y la popularidad regresa y esta vez con más fuerza, el nuevo disco es certificado Platino, el disco homónimo es reeditado y logra Oro, el éxito les vuelve a sonreír, “Crazy Bitch” se convierte en el nuevo himno y junto con la balada e inspirada “Sorry” vuelven a ser muy bien recibidos tanto por prensa como por fanes.
Su éxito fue tanto que el 11 de septiembre de 2006, se presentó otra demanda hacia la banda, su discográfica actual, y otras compañías vinculadas, en nombre de una chica de dieciséis años de edad que afirmó que fue obligada a aparecer en topless y en varios escenarios sexuales en un concierto mientras la banda estaba tocando una canción con relación a lo sexual. De acuerdo a las fuentes, todos los participantes en el vídeo tenían que mostrar que eran mayores de dieciocho años y firmar un formulario reafirmando además su edad. El abogado de la banda, Skip Miller fue visto afirmar en varias entrevistas diciendo, "Esta mujer llenó un formulario de autorización con información falsa. Y una vez que se determinó que la mujer era menor de edad, el vídeo fue retirado". Buckcherry también realiza un concurso entre sus fanes para que realizaran videos caseros y subirlos a YouTube donde el más visto tendría una recompensa monetaria, de hecho en la famosa web de videos se pueden encontrar varios montajes con recopilaciones de otros videos y varias escenas para mostrar temas preferidos por los fanes como la rabiosa “So Far” y segundas versiones no oficiales en videos de canciones como “Sorry”, “Everything”. Los otros sencillos promocionales oficiales de “15” fueron “Broken Glass”, “Next 2 You”
El 15 de abril de 2008, Buckcherry anunció que estarían de gira con Papa Roach, Sixx:A.M., y Trapt. La gira comenzó el 1 de julio de 2008, en West Palm Beach, Florida.
Luego del éxito de “15”, Buckcherry se enfrentan nuevamente al segundo disco (con la nueva formación), se lo toman con calma en la grabación del disco, giran en el Crüe fest por Estados Unidos junto a Mötley Crüe como cabezas de cartel y en medio de ello lanzan el primer promocional del nuevo disco, “Too Drunk…” sería la canción con un video un tanto polémico del que se conoce uno más polémico aun con desnudos totales, la salida del disco Black Butterfly al mercado el 16 de septiembre de 2008, que debutó en el número 8 en la cima de 200 listas y fue el álbum número uno de esa semana, coincide con el segundo promocional, la balada “Don’t Go Away”. Ese año, Josh Todd apareció en el álbum This War Is Ours por Escape the Fate. Cantó en la canción "10 Miles Wide", y en coros en "Harder Than You Know". En 2009, apareció en el vídeo musical para "10 Miles Wide".
En mayo de 2009, Kiss anunció que Buckcherry sería la banda de apertura en su gira de Estados Unidos y Canadá. El 30 de julio, Buckcherry apareció en Kerrang! Week Of Rock Tour con The 69 Eyes y Dear Superstar en HMV Forum en Londres. Otras bandas incluían Limp Bizkit, You Me at Six, y Lacuna Coil. DragonForce también se suponía que tocaría, pero se retiró. El tercer promocional es Rescue Me, una canción inspirada en un libro llamado A Child Called «It» (en el disco hay una canción con el mismo nombre, también inspirado en el libro) y trata sobre el maltrato infantil, el video de la canción es un tributo a los fanes de la banda. Para las transmisiones de la TNT de las carreras de la NASCAR, Buckcherry grabó un cover de Deep Purple, el tema seleccionado fue Highway Star, poco antes de eso la banda lanzó como cuarto sencillo el tema Talk To Me
El 29 de septiembre de 2009, Buckcherry lanzó su primer álbum en vivo, Live & Loud 2009, que tocaron sus éxitos como "Sorry", "Lit Up", "Crazy Bitch", y más. El álbum fue grabado en mayo de 2009 en su gira en Canadá en Edmonton, Calgary, Medicine Hat, y Regina.

### All Night LongyConfessions(2010–presente)
Se anunció el 22 de febrero de 2010, que Buckcherry sería parte de Rocklahoma 2010 en Pryor, Oklahoma.
El bajista Jimmy Asshurst es uno de los personajes en el libro Sex Tips from Rock Stars por Paul Miles.
Buckcherry lanzó su quinto álbum de estudio, titulado All Night Long, el 3 de agosto de 2010. El álbum fue mezclado por Mike Fraser. El primer sencillo del álbum "All Night Long", que originalmente iba a ser lanzado el 3 de mayo, pero se lanzó el 24 de mayo. Fue lanzado como descarga digital a todos los fanes que publicaran un "tweet" pre-definido en Twitter o un mensaje similar en Facebook el 4 de mayo, posteriormente se conoce Our World, sin embargo, el segundo sencillo promocial oficial de disco es Dead, cuyo video trata de reflejar a cada uno de los integrantes de la banda en sus inicios musicales. El álbum debutó en el número 10 en Top Billboard Top 200.
Buckcherry giró por Estados Unidos con Hellyeah, The Damned Things y All That Remains en Jägermeister Music Tour que comenzó el 19 de enero de 2011, y concluyó el 24 de febrero de 2011 y luego con Papa Roach, My Darkest Days y Bleeker Ridge entre el primero de marzo y el 2 de abril con fechas en Estados Unidos y Canadá. El tercer video promocional del quinto disco de la banda es "It's a Party". En el mes de mayo de 2011, Buckcherry fueron los invitados de Mötley Crüe en una mini gira que los llevaría por Brasil, Argentina, Chile y México, en el mes de junio de 2011, por primera vez, ya que antes se habían presentado en los festivales Kobetasonik (2009) y Azkena Rock Festival (2006), Buckcherry realiza una mini gira de conciertos en España.
Entre finales de octubre y principios de noviembre de 2011, la banda fue el acto de soporte de Guns N' Roses en una serie de conciertos realizados en Estados Unidos. El 6 de abril de 2012, Buckcherry en su sitio oficial anuncia que el tema Wherever I Go forma parte de la banda sonora de la película The Avengers. Josh Todd anuncia en una entrevista a la Oklahoma’s Z94 radio station que el sexto disco de estudio de la banda es Confessions y se publica en septiembre de 2012 y vendrá con un cortometraje, sin embargo la producción del disco se retrasa y en su web oficial se anuncia que el mismo será lanzado el 19 de febrero de 2013, el primer sencillo oficial de Confessions es "Gluttony", el cual se dio a conocer el 10 de diciembre de 2012.

## Otros proyectos
En abril de 2008, el fundador de Buckcherry, Jonathan Brightman entró al estudio a grabar un nuevo disco como Black Robot con el productor Dave Cobb. Su primer álbum homónimo, fue lanzado el 8 de junio de 2010 en Formosa Records/Rocket Science Ventures.
En 2008 el vocalista Josh Todd estuvo de invitado en el video de la banda Escape The Fate 10 Miles Wide.

## Controversia BitTorrent
El 2 de julio de 2008, el primer sencillo del álbum Black Butterfly, "Too Drunk..." fue filtrado a través de BitTorrent. Poco después que la canción fue filtrada, la banda publicó un comunicado de prensa y culpó a los piratas por el filtro diciendo, "Honestamente, odiamos cuando pasan estas cosas, porque queremos que nuestros fans tengan cualquier canción nueva primero."
Sin embargo, esta afirmación fue investigada por el sitio TorrentFreak. La dirección de IP que estaba enviando la canción solo habido sido subido en un torrente, la canción en cuestión. Utilizando WikiScanner, descubrieron que la persona que subió el torrente había editado también una entrada de Wikipedia de Buckcherry, como también agregando el nombre del mánager de la banda, Josh Klemme. Después de enviarle a Klemme sus resultados, descubrieron que su dirección de IP era la misma que el que subió el archivo a Torrent. Esto llevó a TorrentFreak a la conclusión que la canción había sido filtrada intencionalmente para fines publicitarios.

## Miembros

### Miembros actuales
- Josh Todd - voz, guitarra, piano (1995-presente)
- Kevin Roentgen - guitarra, guitarra rítmica, coros (2017)
- Stevie D. - guitarra rítmica, guitarra, coros (2005-presente)
- Sean Winchester - batería, percusión (2017)
- Kelly Lemieux - bajo, coros (2013-presente)

### Antiguos miembros
- Yogi Lonich - guitarra rítmica, coros (1999-2001)
- Jonathan Brightman - bajo, coros (1995-2001)
- Devon Glenn - batería, percusión (1995-2002)
- Josh Fleeger - guitarra rítmica, coros (2001-2002)
- Dave Markasky - bajo, coros (2001-2002)
- Matt Lawrence - batería, percusión (2002)
- Jimmy "Two Fingers" Ashhurst - bajo, coros (2005-2013)
- Keith Nelson - guitarra, guitarra rítmica, coros (1995-2017)
- Xavier Muriel - batería, percusión (2005-2017)

## Discografía
Álbumes de estudio
- Buckcherry (1999)
- Time Bomb (2001)
- 15 (2006)
- Black Butterfly (2008)
- All Night Long (2010)
- Confessions (2013)
- Fuck (EP) (2014)
- Rock ’n’ Roll (2015)
- Warpaint (2019)
- Hellbound (2021)

Álbumes compilatorios
- The Best of Buckcherry (2013)